# Johannes Arnoldi

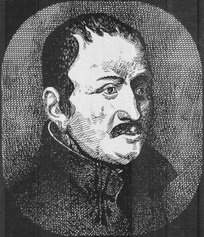
Johannes Arnoldi, Stich nach einem Gemälde von 1631

Johannes Arnoldi (* 24. Juni 1596 in Warburg; † 9. November 1631 in Visselhövede) war ein deutscher Jesuitenpater und Märtyrer.

## Leben
Er wuchs in Warburg auf. 1616 trat er dem Jesuitenorden bei und wirkte dann in der Markgrafschaft Baden, am Niederrhein und in Westfalen.
Infolge des Restitutionsediktes 1629 übernahm der katholische Osnabrücker Bischof Franz Wilhelm von Wartenberg auch das Hochstift Verden, gründete dort eine Jesuitenkommunität zur Rekatholisierung der Bevölkerung und setzte am 7. Mai 1630 Pater Arnoldi zum Pfarrer der Kirchspiele Visselhövede, Neuenkirchen und Schneverdingen ein. Gleichzeitig erklärte der Bischof alle lutherischen Pfarrer für abgesetzt, darunter auch Johannes Müller aus Visselhövede. Pater Arnoldis Bemühungen, die seit 1568 protestantischen Bauern durch Predigten wieder für den Katholizismus zu gewinnen, blieben jedoch weitgehend erfolglos, lediglich eine wenig angesehene Person konnte er für den Wiedereintritt in die katholische Kirche gewinnen. Daraufhin wurde das Kirchspiel Visselhövede vom Bischof wegen Ungehorsams zu einer Strafe von 160 Reichstalern verurteilt. Es kam zu Unruhen in der Landbevölkerung, die durch die militärischen Erfolge der Protestanten unter anderem nach der Schlacht bei Breitenfeld am 17. September 1631 noch verstärkt wurden.
Am 9. November 1631 hielt Pater Arnoldi zum letzten Mal die Heilige Messe in Visselhövede und brach anschließend nach Verden auf. Dort kam er nicht an. In der Nähe der Kreuzung der Verdener Landstraße mit dem Weg Nindorf – Kettenburg hielt ihn eine Gruppe unbekannt gebliebener Personen an. Sie zogen ihn vom Wagen, schlugen auf ihn ein, banden ihn an einen Baum und schnitten ihm die Kehle durch.
Die Gemarkung des Tatortes wurde später „Paterbusch“ genannt.

## Gedenken

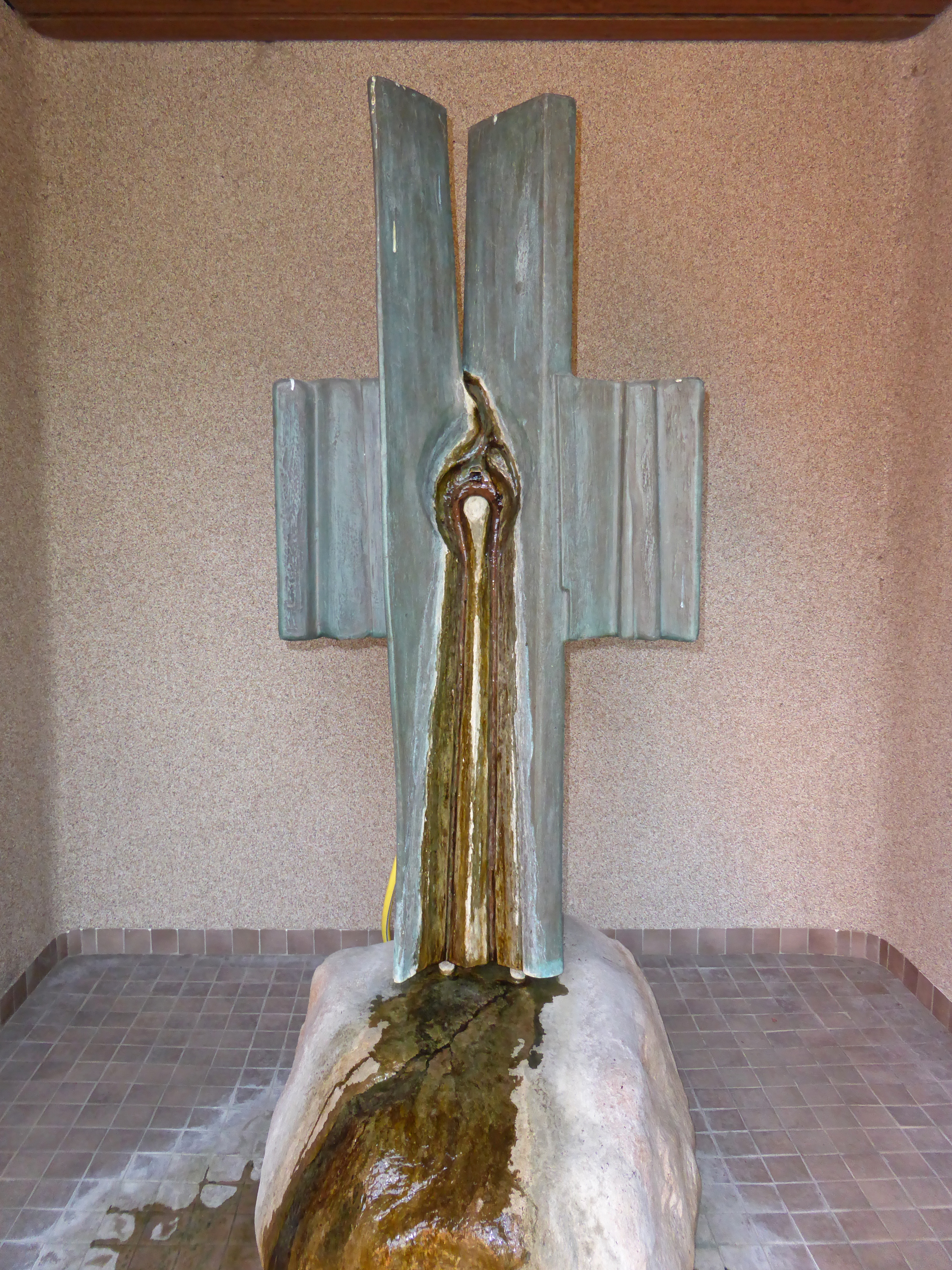
Arnoldi-Mahnmal in Visselhövede

- Am 9. November 1931 wurde mit einer Gedenkfeier in der Schlosskirche zu Kettenburg der 300-jährige Todestag Pater Johannes Arnoldis begangen.
- 1981 wurde unter dem Glockenturm der katholischen Herz-Jesu-Kirche von Visselhövede ein durch den Braunschweiger Bildhauer Claus Kilian gestaltetes Mahnmal aufgestellt.
- Das 1513 erbaute Arnoldihaus in Warburg, Vereinshaus der dortigen katholischen Kirchengemeinde St. Marien, wurde nach ihm benannt. Dort wird auch ein Stück seines Messgewands als Reliquie und ein kurz nach seinem Tode erstelltes Ölgemälde von ihm aufbewahrt.